# Günther Hennecke
Günther Hennecke, född 11 augusti 1912 i Halle an der Saale, död 21 november 1943 i Nordatlanten, var en tysk läkare. Inom ramen för Tredje rikets så kallade eutanasiprogram Aktion T4 var han ställföreträdande gasningsläkare (Vergasungsarzt) på anstalten Grafeneck och senare ställföreträdande direktor för anstalten Hadamar.
Efter meningsskiljaktigheter med en av ledarna för Aktion T4, Viktor Brack, kommenderades Hennecke till Kriegsmarine. Han omkom när hans ubåt, U 538, sänktes.